# Liste von Leuchttürmen in Estland
Diese Liste führt alle Leuchttürme in Estland auf, die auf der Leuchtturmkarte der estnischen Schifffahrtsbehörde (Veeteede Amet) verzeichnet sind.
Leuchtturm heißt auf estnisch tuletorn. Die Zusätze alumine und ülemine bezeichnen Unter- und Oberfeuer. Bei den Stationen, die durch Neubauten ersetzt wurden, ist ein zweites Baujahr angegeben. Die unzähligen Leuchtfeuerbaken (tulepaak) sind nur aufgeführt, wenn sie in einer Richtfeuerlinie mit einem Leuchtturm stehen.
Alle Positionsangaben aktiver Leuchtfeuer wurden von Navigatsioonimärgid Eesti Vetes übernommen, da es die maßgebliche Behörde ist. Das führt mitunter dazu, dass die Lage des Objekts nicht mit einem Satellitenfoto oder einer Eintragung in OpenStreetMap übereinstimmt. Die geografische Zuordnung der Bilder ist oft ungenau. OSM-Autoren neigen dazu, sich an den Bildern zu orientieren und berücksichtigen nicht den regionalen Bildversatz.

## Liste
| Leuchtturm estnisch tuletorn | Leuchtturm estnisch tuletorn | Leuchtturm estnisch tuletorn | Ort, Region                 |                                         | Positionskordinaten              | Baujahr          | Höhe in m | Höhe in m | Kennung∡°                                                                                    | Reichweite                                       | UKHO # NGA # EVA# ARLHS#    |                                            |
| Leuchtturm estnisch tuletorn | Leuchtturm estnisch tuletorn | Leuchtturm estnisch tuletorn | Ort, Region                 | Feuer                                   | Positionskordinaten              | Baujahr          | Bau       |           | Kennung∡°                                                                                    | Reichweite                                       | UKHO # NGA # EVA# ARLHS#    |                                            |
| Ida-Viru                     | Ida-Viru                     | Ida-Viru | Ida-Viru                    | Ida-Viru                                | Ida-Viru                         | Ida-Viru         | Ida-Viru  | Ida-Viru  | Ida-Viru                                                                                     | Ida-Viru                                         | Ida-Viru                    | Ida-Viru                                   |
| ---------------------------- | ---------------------------- | --- | --------------------------- | --------------------------------------- | -------------------------------- | ---------------- | --------- | --------- | -------------------------------------------------------------------------------------------- | ------------------------------------------------ | --------------------------- | ------------------------------------------ |
| Narva-Jõesuu                 | Narva-Jõesuu                 | | Narva-Jõesuu                | Narvamündung, Finnischer Meerbusen      | 59° 28′ 5,4″ N, 28° 2′ 25,2″ O   | 1808 1957        | 35        | 31        | LFl(2)W.12s                                                                                  | 15 sm (27,8 km)                                  | C 3894 12956 001 EST-036    | [ A 1 ] [ 2 ] [ 3 ]                        |
| Rannapungerja                | Rannapungerja                | | Rannapungerja, Alutaguse    | Peipussee                               | 58° 58′ 45,8″ N, 27° 10′ 32,6″ O | ≈1930            | 17,9      | 8,9       | Fl.W.4s (0.8+3.2=4)                                                                          | 10 sm (19 km)                                    | P01 EST-048                 | [ 4 ]                                      |
| Moldova                      | Moldova                      | | Jabara, Lüganuse            | Finnischer Meerbusen                    | 59° 25′ 54,8″ N, 27° 3′ 17,8″ O  | 1958             | 56,7      | 28,1      | Fl.W.3s (1+2=3)                                                                              | 12 sm (22 km)                                    | C 3888 12944 030 EST-074    | [ 5 ]                                      |
| Lääne-Viru                   |                              | |                             |                                         |                                  |                  |           |           |                                                                                              |                                                  |                             |                                            |
| Letipea                      | Letipea                      | | Viru-Nigula                 | Finnischer Meerbusen                    | 59° 33′ 9″ N, 26° 36′ 24,6″ O    | 1815 1951        | 18,8      | 14,8      | Fl(4)W.18s                                                                                   | 7 sm (13 km)                                     | C 3884 12940 040 EST-031    | [ 6 ] [ 7 ] [ 8 ]                          |
| Kunda                        | Kunda                        | | Kunda                       | Finnischer Meerbusen                    | 59° 31′ 6″ N, 26° 32′ 42″ O      | 1859 1896 1909   | 18,6      | 17        | 1999                                                                                         | 13 sm (24,1 km)                                  |                             | [ A 2 ] [ 9 ]                              |
| Vaindloo                     | Vaindloo                     | | Vaindloo                    | Finnischer Meerbusen                    | 59° 49′ 1,8″ N, 26° 21′ 38,4″ O  | 1718 1864 (1871) | 20,2      | 17        | Fl.W/R.15s (1+14)W: 65.0°-319.0°(254.0°) R: 319.0°-65.0°(106.0°)                             | 11 sm (20,4 km)                                  | C 3876 12928 045 EST-057    | [ 10 ]                                     |
| Vergi                        | Vergi                        | | Vergi, Haljala              | Finnischer Meerbusen                    | 59° 36′ 5,4″ N, 26° 6′ 2,8″ O    | 1917 1936        | 11,1      | 9,7       | Fl.W.R.G.3s (0,5+2,5=3)G: 120°-167°, W: -267°, R: -356°, W: -003°                            | 7 sm (13 km)                                     | C 3872 12920 080 EST-058    | [ 11 ]                                     |
| Käsmu                        | Käsmu                        | | Käsmu                       | Finnischer Meerbusen                    | 59° 36′ 17,2″ N, 25° 55′ 24,1″ O | 1892             | 8,2       | 6         | ≈1995                                                                                        | 13 sm (24,1 km)                                  | C 3870 EST-086              | [ A 3 ] [ 12 ] [ 13 ] [ 14 ] [ 15 ] [ 16 ] |
| Harju                        |                              | |                             |                                         |                                  |                  |           |           |                                                                                              |                                                  |                             |                                            |
| Mohni                        | Mohni                        | | Mohni                       | Finnischer Meerbusen                    | 59° 41′ 2,4″ N, 25° 47′ 43,8″ O  | 1806 1871        | 33,5      | 26,6      | LFl.W.20s (4+16)                                                                             | 10 sm (19 km)                                    | C 3868 12912 100 EST-007    | [ 17 ]                                     |
| Juminda                      | Juminda                      | | Juminda                     | Finnischer Meerbusen                    | 59° 38′ 48″ N, 25° 30′ 37,2″ O   | 1937             | 39,2      | ?         | LFl(2)W.15s (3+2+3+7)                                                                        | 12 sm (22,2 km)                                  | C 3860 12912 110            | [ 18 ]                                     |
| Keri                         | Keri                         | | Keri                        | Finnischer Meerbusen                    | 59° 41′ 55,2″ N, 25° 1′ 21,6″ O  | 1724 1858        | 34,4      | 32,8      | Fl.W.15s (2+13)                                                                              | 11 sm (20,4 km)                                  | C 3844 12896 155 EST-027    | [ A 4 ] [ 19 ]                             |
| Tallinnamadala               | Tallinnamadala               | | Tallinn-Untiefe             | Finnischer Meerbusen                    | 59° 42′ 43,2″ N, 24° 43′ 54″ O   | 1858 1969        | 29        | 31        | Fl(2)W.15s                                                                                   | 10 sm (18,5 km)                                  | C 3842 12784 200 EST-055    | [ A 5 ]                                    |
| Tallinn                      | 🢃                            | | Kadriorg, Tallinn           | Bucht von Tallinn, Finnischer Meerbusen | 59° 26′ 14″ N, 24° 47′ 54,6″ O   | 1806             | 49        | 18        | Oc.WG.5sG: 143°-154°30′, W: -165°                                                            | W: 12 sm (22 km) G: 6 sm (11 km)                 | C 3810 12796 251            |                                            |
| Tallinn                      | 🢁                            | | Ülemiste, Tallinn           | Bucht von Tallinn, Finnischer Meerbusen | 59° 25′ 40,8″ N, 24° 48′ 20,4″ O | 1835 1896        | 80        | 40        | Q(5).W.5ssichtbar: (6 sm) 139°-154°30′, (12 sm)-163°30′, (6 sm)-187°30′                      | 12 sm (22 km) 6 sm (11 km)                       | C 3810.1 12800 252          |                                            |
| Naissaar                     | Naissaar                     | | Naissaar                    | Finnischer Meerbusen                    | 59° 36′ 13,2″ N, 24° 30′ 38,4″ O | 1788 1960        | 47        | 45        | LFl.W.10s                                                                                    | 12 sm (22 km)                                    | C 3790 12772 320            |                                            |
| Suurupi                      | 🢃                            | | Suurupi                     | Finnischer Meerbusen                    | 59° 28′ 18″ N, 24° 25′ 0″ O      | 1859             | 20        | 15        | Iso.W.3s242°30′-250°30′.                                                                     | 11 sm (20 km)                                    | C 3786 12767 374            |                                            |
| Suurupi                      | 🢁                            | | Suurupi                     | Finnischer Meerbusen                    | 59° 27′ 49,2″ N, 24° 22′ 49,2″ O | 1760             | 65,4      | 22        | Oc(2).W.15s250°30′-242°30′ verstärkt: 242°30′-250°30′                                        | 12 sm (22 km)                                    | C 3786.1 12768 375          |                                            |
| Pakri                        |                              | | Pakri-Inseln, Paldiski      | Finnischer Meerbusen                    | 59° 23′ 14,6″ N, 24° 2′ 15,8″ O  | 1724 1889        | 73,2      | 52        | LFl.W.15s (5+10=15)11.0°-243.0°                                                              | 12 sm (22 km)                                    | C 3774 12764 380            |                                            |
| Lääne                        |                              | |                             |                                         |                                  |                  |           |           |                                                                                              |                                                  |                             |                                            |
| Virtsu                       | Virtsu                       | | Virtsu                      | Große Straße                            | 58° 34′ 2,4″ N, 23° 30′ 6″ O     | 1866 1951        | 19,2      | 18        | Fl.W.5s (1.5+3.5=5)                                                                          | 11 sm (20 km)                                    | C 3632 12520 780            | [ 20 ]                                     |
| Osmussaare                   |                              | | Osmussaare                  | Ostsee ↔ Finnischer Meerbusen           | 59° 18′ 13,2″ N, 23° 21′ 40,2″ O | 1765 1954        | 39        | 35        | Fl(2)W.18s (1+2+2+13=18)                                                                     | 11 sm (20 km)                                    | C 3760 12748 425            |                                            |
| Norrby                       | 🢃                            | | Norrby, Vormsi              | Ostsee                                  | 59° 1′ 12″ N, 23° 21′ 4,2″ O     | 1916 1935        | 21,9      | 21,6      | Iso.W.2s188.4°-196.4°(8.0°)                                                                  | 12 sm (22 km)                                    | C 3750 12614 447            | [ 21 ]                                     |
| Norrby                       | 🢁                            | | Norrby, Vormsi              | Ostsee                                  | 59° 0′ 42″ N, 23° 20′ 51,1″ O    | 1916 1935        | 35,9      | 31,5      | Iso.W.4s188.4°-196.4°(8.0°)                                                                  | 12 sm (22 km)                                    | C 3750.1 12748.1 448        | [ 22 ]                                     |
| Paralepa                     | 🢃                            | | Paralepa                    | Ostsee                                  | 58° 56′ 2,4″ N, 23° 28′ 58″ O    | 1916 1934        | 15,7      | 15,9      | Q.W.150.7°-154.7°(4.0°)                                                                      | 6 sm (11 km)                                     | C 3651 12592 471            | [ 23 ]                                     |
| Paralepa                     | 🢁                            | | Paralepa                    | Ostsee                                  | 58° 55′ 39,5″ N, 23° 29′ 21,2″ O | 1916 1934        | 38        | 34        | Iso.W.4s (2+2=4)150.7°-154.7°(4.0°)                                                          | 6 sm (11 km)                                     | C 3651.1 12596 472          | [ 24 ]                                     |
| Rukkirahu                    | Rukkirahu                    | | Rukkirahu (Nordende)        | Ostsee                                  | 58° 54′ 15″ N, 23° 21′ 0″ O      | 1860 1940        | 17,6      | 17,4      | Fl(2)WR.6s (0.3+0.9+0.3+4.5=6)W: 014°-104°, R: -194°, W: -216°, R: -243°, W: -283°, R: -014° | 6 sm (11 km)                                     | C 3652.1 12588.1 482        | [ 25 ]                                     |
| Harilaid                     | 🢁                            | | Harilaid, Förby             | Moon-Sund, Ostsee                       | 58° 58′ 3″ N, 23° 5′ 10,8″ O     | 1849             | 4         | ≈3        | Rotes X oder Kreuzchensymbol für nein                                                        |                                                  |                             |                                            |
| Harilaid                     | 🢁                            | Bild gesucht Die Wikipedia wünscht sich an dieser Stelle ein Bild vom hier behandelten Ort. Weitere Infos zum Motiv findest du vielleicht auf der Diskussionsseite . Falls du dabei helfen möchtest, erklärt die Anleitung , wie das geht. BW | Harilaid, Förby             | Moon-Sund, Ostsee                       | 58° 58′ 3″ N, 23° 5′ 10,8″ O     | 1940             | 18,3      | 16,2      | Iso.WRG.4s (2+2=4)W: 167°-250°, G: -314°, W: -336°30′, R: -131°, W: -160°                    | 6 sm (11 km)                                     | C 3758.51 12564 587 EST-002 | [ 26 ]                                     |
| Harilaid                     | 🢃                            | Bild gesucht Die Wikipedia wünscht sich an dieser Stelle ein Bild vom hier behandelten Ort. Weitere Infos zum Motiv findest du vielleicht auf der Diskussionsseite . Falls du dabei helfen möchtest, erklärt die Anleitung , wie das geht. BW | Harilaid, Förby             | Moon-Sund, Ostsee                       | 58° 58′ 3″ N, 23° 5′ 11″ O       |                  | 5         | 10,6      | Iso.W.2s326°18′-334°18′                                                                      | 5 sm (9 km)                                      | C 3758.5 12560 586          | [ 27 ]                                     |
| Vormsi (Saxby)               | Vormsi (Saxby)               | | Vormsi                      | Ostsee                                  | 59° 1′ 39,3″ N, 23° 7′ 2,7″ O    | 1864 1871        | 27        | 24        | Iso.WRG.6s (3+3=6)W(5sm): 352°-008°, R: -066°, G: -134°, W: -148°, R: -213°                  | W: 9 sm (17 km), R: 7 sm (13 km), G: 5 sm (9 km) | C 3758 12631 595            | [ 28 ]                                     |
| Hiiu                         |                              | |                             |                                         |                                  |                  |           |           |                                                                                              |                                                  |                             |                                            |
| Hiiessaare                   | Hiiessaare                   | | Hiiessaare                  | Ostsee                                  | 59° 0′ 6″ N, 22° 50′ 19,2″ O     | 1876             | 18,8      | 17        | LFl.W.6s (2+4=6)                                                                             | 7 sm (13 km)                                     | C 3756 12730 625            | [ 29 ]                                     |
| Tahkuna                      | Tahkuna                      | | Tahkuna Halbinsel, Hiiumaa  | Ostsee                                  | 59° 5′ 28,7″ N, 22° 35′ 10,2″ O  | 1875             | 46,6      | 45,2      | LFl(2)W.15s (2+2+2+9=15)095°-253°30′                                                         | 12 sm (22 km)                                    | C 3754 12728 645            | [ 30 ]                                     |
| Kõpu                         | Kõpu                         | | Mägipe küla, Halbinsel Kõpu | Ostsee                                  | 58° 54′ 57,6″ N, 22° 11′ 58,8″ O | 1531             | 102,3     | 36        | Fl(2)W.10s (0.2+2.3+0.2+7.3=10)                                                              | 26 sm (48 km)                                    | C 3746 12720 668            | [ 31 ]                                     |
| Ristna                       | Ristna                       | | Ristna, Halbinsel Kõpu      | Ostsee                                  | 58° 56′ 24″ N, 22° 3′ 18,6″ O    | 1874             | 35,9      | 27,2      | LFl.WR.15s (3+12=15)W: 348°-192°, R: -348°                                                   | 12 sm (22 km)                                    | C 3744 12716 673            | [ 32 ]                                     |
| Sõru                         | 🢁                            | | Sõru, Hiiumaa               | Ostsee                                  | 58° 42′ 14,1″ N, 22° 29′ 9,3″ O  | 1934             | 19,4      | 16,8      | Iso.WRG.4s (2+2=4)W: 300°-3°, G: -44°, W: -74°30′, R: -86°30′, W: -133°                      | 6 sm (11 km)                                     | C 3721.1 12708 702          | [ 33 ]                                     |
| Sõru                         | 🢃                            | | Sõru, Hiiumaa               | Ostsee                                  | 58° 42′ 3,6″ N, 22° 29′ 32,4″ O  |                  | 12,4      | 11,1      | Q.W. (0.5+0.5=1)306.6°-314.6°(8.0°)                                                          | 6 sm (11 km)                                     | C 3721 12707 701            | [ 34 ]                                     |
| Saare                        |                              | |                             |                                         |                                  |                  |           |           |                                                                                              |                                                  |                             |                                            |
| Ruhnu                        | Ruhnu                        | | Ruhnu                       | Rigaischer Meerbusen                    | 57° 48′ 4,8″ N, 23° 15′ 36,6″ O  | 1851             | 64,7      | 38,3      | Fl.W.4s                                                                                      | 11 sm (20 km)                                    | C 3482 12220 990            | [ 35 ]                                     |
| Kiipsaare                    | Kiipsaare                    | | Kõruse-Metsaküla, Saaremaa  | Ostsee                                  | 58° 29′ 44,7″ N, 21° 50′ 27,9″ O | 1879 1933        | 25,9      | 24,7      | Rotes X oder Kreuzchensymbol für nein                                                        | 15 sm (28 km)                                    | C 3716 990 EST-077          | [ A 6 ] [ 36 ]                             |
| Vilsandi                     | Vilsandi                     | | Vilsandi, Insel Vilsandi    | Ostsee                                  | 58° 22′ 58,2″ N, 21° 48′ 45,6″ O | 1809             | 40,2      | 37        | Fl(3)WR.15s (1+2+1+2+2+7=15)W: 212°-164°30′, R: -212°                                        | 12 sm (22 km)                                    | C 3714 12684 925 EST-061    | [ 37 ]                                     |
| Anseküla                     | Anseküla                     | | Anseküla                    | Ostsee                                  | 58° 5′ 54″ N, 22° 13′ 53,4″ O    | 1921 1953        | 44,3      | 31        | Fl.W.1.5s (0.5+1=1.5)                                                                        | 9 sm (17 km)                                     | C 3710.1 12684 925 EST-061  | [ 38 ]                                     |
| Loode                        | Loode                        | | Türju, Saaremaa             | Ostsee                                  | 57° 58′ 21,6″ N, 21° 59′ 1,2″ O  | 1955             | 19,2      | 15        | Fl(2)W.10s (0.5+1+0.5+8=10)                                                                  | 9 sm (17 km)                                     | C 3704.2 12674 934 EST-032  | [ 39 ]                                     |
| Sõrve                        | Sõrve                        | | Sääre, Sõrve                | Irbenstraße                             | 57° 54′ 35,4″ N, 22° 3′ 19,2″ O  | 1646 1960        | 53        | 52,5      | Fl.W.15s (0.5+14.5=15)                                                                       | 15 sm (28 km)                                    | C 3704 12672 935 EST-013    | [ 40 ] [ 41 ]                              |
| Kaavi                        | Kaavi                        | | Kaavi                       | Irbenstraße                             | 57° 58′ 55,8″ N, 22° 11′ 43,2″ O | 1954             | 22,7      | 16        | Fl.W.2.5s (1+1.5=2.5)                                                                        | 6 sm (11 km)                                     | C 3705.3 12668 943 EST-023  | [ 42 ]                                     |
| Abruka                       | 🢁                            | | Abruka                      | Rigaischer Meerbusen                    | 58° 8′ 56,4″ N, 22° 31′ 27,6″ O  | 1897 1931        | 37,3      | 34,5      | Iso.W.4s (2+2=4)135°-045°                                                                    | 9 sm (17 km)                                     | C 3616.1 12660 972 EST-065  | [ 43 ]                                     |
| Abruka                       | 🢃                            | | Abruka                      | Rigaischer Meerbusen                    | 58° 9′ 0,6″ N, 22° 32′ 7,8″ O    | 1897 1931        | 22,6      | 18,1      | Q.W57°18′-261°18′                                                                            | 8 sm (15 km)                                     | C 3616 12659 971 EST-001    | [ 44 ]                                     |
| Sääretuki                    | Sääretuki                    | | Rannaküla, Saaremaa         | Rigaischer Meerbusen                    | 58° 15′ 38,5″ N, 22° 49′ 15,6″ O | 1954             | 19,7      | 15,5      | Fl(3)W.15s ()                                                                                | 6 sm (11 km)                                     | C 3627 12658 977 EST-054    | [ 45 ]                                     |
| Laidunina                    | Laidunina                    | | Asva                        | Rigaischer Meerbusen                    | 58° 22′ 46″ N, 23° 5′ 17,6″ O    | 1907             | 27        | 24        | 1924                                                                                         | 14 sm (26 km)                                    | 983 EST-030                 | [ 46 ] [ 47 ] [ 48 ]                       |
| Kübassaare                   | Kübassaare                   | | Kübassaare                  | Rigaischer Meerbusen                    | 58° 25′ 42″ N, 23° 17′ 59,4″ O   | 1914 1939        | 20,4      | 17,9      | LFl.W.9s (2.5+6.5=9)228°-048°                                                                | 11 sm (20 km)                                    | C 3630 12636 987 EST-029    | [ 49 ]                                     |
| Viirelaid                    | Viirelaid                    | | Viirelaid                   | Große Straße                            | 58° 32′ 41,4″ N, 23° 26′ 34,8″ O | 1857 1970        | 15,2      | 11        | Fl.WR.8s(1.5+6.5=8)W: 163°-349°, R: -163°                                                    | 9 sm (17 km)                                     | C 3636 12516 987 EST-060    | [ 50 ]                                     |
| Pärnu                        |                              | |                             |                                         |                                  |                  |           |           |                                                                                              |                                                  |                             |                                            |
| Sõmeri                       | Sõmeri                       | | Nationalpark Matsalu        | Rigaischer Meerbusen                    | 58° 21′ 1,2″ N, 23° 44′ 23,4″ O  | 1941 1954        | 23,8      | 21        | Fl.W.6s                                                                                      | 9 sm (17 km)                                     | C 3595 12496 835 EST-051    | [ 51 ]                                     |
| Kihnu                        | Kihnu                        | | Kihnu                       | Rigaischer Meerbusen                    | 58° 5′ 49,2″ N, 23° 58′ 16,2″ O  | 1864             | 30,2      | 28,3      | Fl(2)WR.12s (1.5+1.5+1.5+7.5=12)W: 262°-225°, R: -262°                                       | 11 sm (20 km)                                    | C 3596 12500 840 EST-028    | [ 52 ]                                     |
| Sorgu                        | Sorgu                        | | Sorgu                       | Rigaischer Meerbusen                    | 58° 10′ 43,2″ N, 24° 11′ 58,8″ O | 1864 1904        | 19,2      | 16        | Fl(2)WR.9s (1+1+1+6=9)W: 101°-342°, R: -101°                                                 | 7 sm (13 km)                                     | C 3602 12508 860 EST-050    | [ 53 ]                                     |
| Põlva                        |                              | |                             |                                         |                                  |                  |           |           |                                                                                              |                                                  |                             |                                            |
| Mehikoorma                   | Mehikoorma                   | | Meeksi, Räpina              | Peipussee                               | 58° 14′ 0,4″ N, 27° 28′ 35,8″ O  | ≈1930            | 14,3      | 13        | Fl.W.4s (0.8+3.2=4)                                                                          | 10 sm (19 km)                                    | P30 EST-033                 | [ 54 ]                                     |
| Tartu                        |                              | |                             |                                         |                                  |                  |           |           |                                                                                              |                                                  |                             |                                            |
| Ninaküla                     | Ninaküla                     | | Nina, Peipsiääre            | Peipussee                               | 58° 36′ 26,5″ N, 27° 12′ 33,6″ O | 1938             | 14,6      | 11,2      | Fl.W.4s (0.8+3.2=4)                                                                          | 10 sm (19 km)                                    | P12 EST-037                 | [ 55 ] [ 56 ]                              |

🢁 Oberfeuer (hinten) 🢃 Unterfeuer (vorne)  gelöscht, außer Betrieb 